# Volonté (psychologie)
Pour les articles homonymes, voir Volonté.

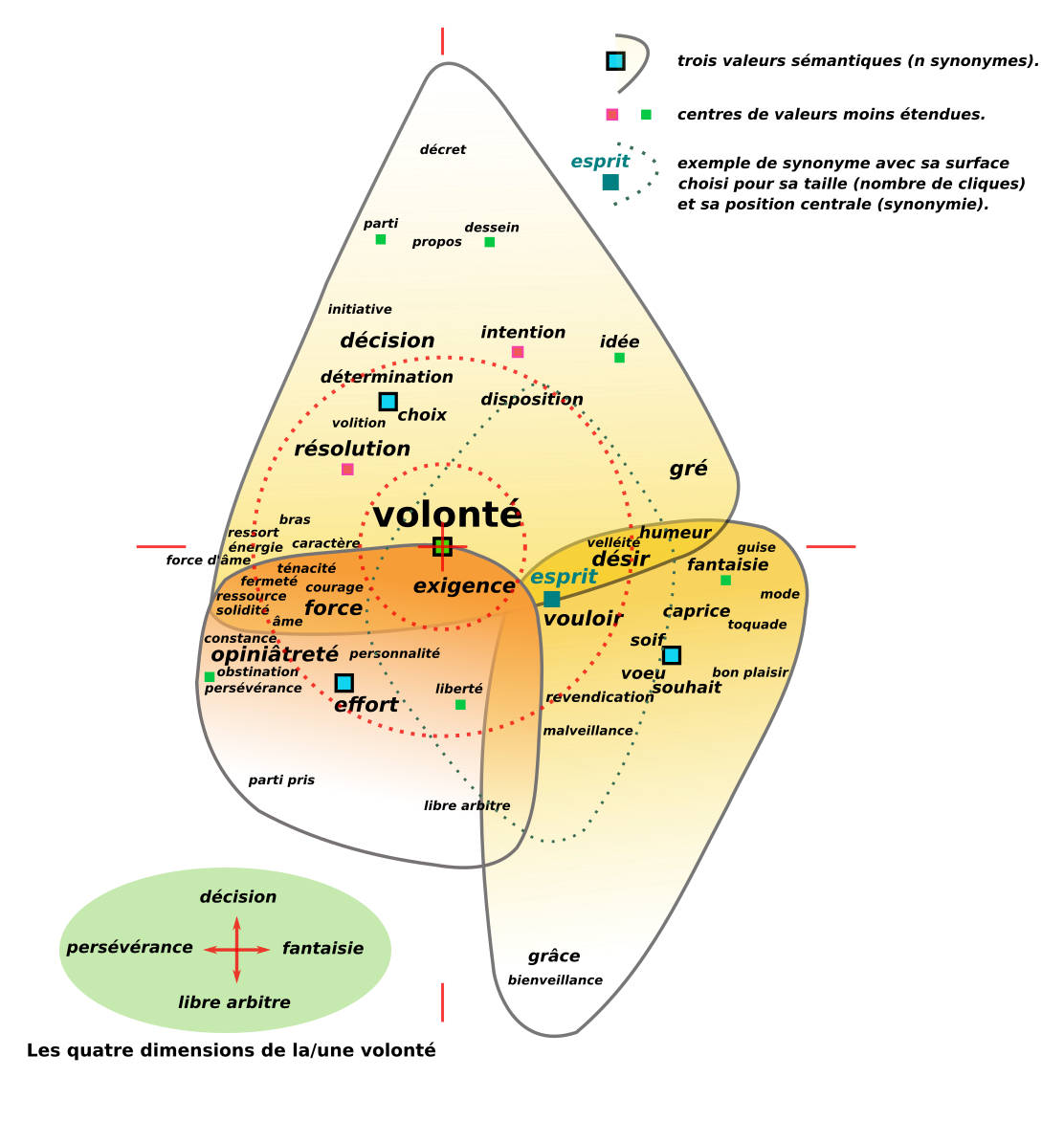
Répartition spatiale de divers termes ayant une relation de synonymie avec le mot volonté, toutes acceptions confondues, l'ampleur de la synonymie étant exprimée par la proximité du terme avec le centre de la figure.

La volonté est, en psychologie, la capacité à accomplir un acte intentionnel, consciemment. Ce concept appartient à la fois au champ de la psychologie cognitive, de la philosophie, de la neurologie et de la criminologie.
L'action volontaire entraîne l'« effet de l'action », quand un individu apprend à associer une action particulière avec un résultat particulier. Ainsi, la volonté est démontrée lorsque l'on identifie cognitivement le résultat souhaité et l'action qu'il faudra réaliser pour y parvenir. Selon le psychologue Edward C. Tolman, ce concept est applicable à la fois à l'être humain et aux animaux. Cependant, il y a des critiques à la théorie de l'action volontaire. Le psychologue Charles Nuckolls explique dans son article que l'action volontaire est basée sur le principe d'un contrôle de nos propres actions. Il déclare qu'il ne sait pas comment nous arrivons à planifier les actions qui seront exécutées.

## Histoire
Ce concept s'est popularisé avec la parution de The Principles of Psychology  par William James en 1890. James précise que, pour que quelque chose puisse être décrit comme une action volontaire, le résultat doit être prévu. Le concept s'oppose à l'action involontaire. Pour mettre en évidence la différence entre les deux, James donne l'exemple du mouvement : l'idée de mouvement est une action volontaire, cependant, le mouvement lui-même, une fois que l'idée a été formée, est involontaire. Cela est vrai à condition que l'action elle-même ne nécessite aucune autre pensée.
En 1998, les psychologues Roy Baumeister, Ellen Bratslavsky et Dianne Tice établissent d'après une expérience que la volonté de chaque individu est en quantité limitée, ce qu'ils traduisent par la notion d'« ego depletion » (épuisement du moi),. Dans les années qui suivent, la notion est largement reprise et testée dans le milieu de la recherche, y compris sur des animaux. En 2010, un groupe de chercheurs mené par Martin Hagger publie une méta-analyse sur les données issues de 83 études et 198 expériences distinctes qui confirme la réalité de la notion,. Roy Baumeister et le journaliste John Tierney publient en 2011 un livre scientifique et de développement personnel basé sur cette recherche (Le pouvoir de la volonté : la nouvelle science du self-control), qui devient un best-seller. Après des critiques émises par les universitaires Evan Carter et Michael McCullough mais sujettes à caution, un article publié en 2016 par la revue académique Perspectives on Psychological Science, qui décrit une tentative de reproduction à grande échelle des principaux effets décrits dans ces travaux mais qui ne vérifie pas l'épuisement du moi, remet en cause la véracité de la notion.